# Phare de Tabarka
Le phare de Tabarka est un phare situé sur le fort génois de la ville de Tabarka (dépendant du gouvernorat de Jendouba en Tunisie).
Les phares de Tunisie sont sous l'autorité du Service des phares et balises de la République tunisienne (SPHB).

## Description
Le phare est érigé dans le fort génois de Tabarka, datant du XVIe siècle et qui domine le vieux port. Ce fort est construit sur une ancienne île qui est désormais rattachée à la terre.
C'est une tour blanche d'environ quatorze mètres de haut, surmontée d'une lanterne noire, dominant une maison de gardiens d'un seul étage. Il émet un long éclat blanc (trois secondes) toutes les quatre secondes. D'une hauteur focale de 72 mètres au-dessus du niveau de la mer, cette lumière a une portée de trente kilomètres. Elle guide les bateaux vers le port. Le fort se visite mais pas le phare.
Identifiant : ARLHS : TUN017 - Amirauté : E6460 - NGA : 22148.
|                     |
| Vue de la lanterne. |

|                  |
| Fort de Tabarka. |

|                  |
| Port de Tabarka. |

### Lien connexe
- Liste des principaux phares de Tunisie
- Liste des phares et balises de Tunisie